# María Isabel Salvat Romero
María de la Puríssima de la Creu (Madrid, 20 de febrer de 1926 - Sevilla, 31 d'octubre de 1998) va ser una religiosa catòlica espanyola que va ingressar el 8 de desembre de 1944 a la Companyia de la Creu, una congregació fundada al segle xix per Santa Ángela de la Creu per atendre als pobres, malalts i nenes òrfenes. Va ser canonitzada pel papa Francesc el 18 d'octubre de 2015 com a Santa María de la Puríssima de la Creu.

## Biografia
El seu nom civil era María Isabel Salvat Romero i pertanyia a una distingida família d'alt nivell social. En 1952 va prendre els vots perpetus i posteriorment va ser nomenada superiora dels convents situats en les localitats sevillanes d'Estepa i Villanueva del Río y Minas.
En 1977 va ser escollida Mare General de la Companyia de la Creu. Va morir el 31 d'octubre de 1998 i va ser enterrada en la cripta del primitiu convent de l'ordre situat al carrer Sant Ángela de la Creu de Sevilla. Justament en la capella que es venera el cos incorrupte de Santa Àngela de la Creu.

## Causa de canonització
S'ha iniciat un procés per a la seva canonització, atribuint-se a la seva intercessió la recuperació difícilment explicable i no previsible d'una nena de tres anys que presentava una cardiopatia congènita i va sofrir una parada cardíaca amb danys neurològics. El 17 de gener del 2009 va ser declarada Venerable pel papa Benedicto XVI, el qual així mateix ha signat el Decret mitjançant el qual s'aprovava la seva Beatificació.
El 18 de setembre de 2010 va ser beatificada en una multitudinària Missa celebrada en nom de Benet XVI per Monsenyor Angelo Amato, Prefecte de la Congregació per a les Causes dels Santos en la qual van estar presents els Cardenals Carlos Amic Vallejo -emèrit de Sevilla-, Antonio María Rouco Varela -de Madrid-, Agustín García-Gasco -emèrit de València- i l'Arquebisbe de Sevilla. La celebració va tenir lloc en l'Estadi Olímpic de la Cartoixa a Sevilla.Benedicto XVI la defineix com «il·luminada per la saviesa de la Creu, va dedicar la seva vida al servei dels pobres i dels malalts i a l'educació cristiana de la joventut» Per presidir la missa de beatificació de Mare María de la Puríssima, es va triar la Imatge mariana de l'Esperanza Macarena.
Al següent matí de ser beatificada, es va oferir en la Catedral de Sevilla una solemne funció d'acció de gràcies presidida per una imatge de la nova Beata. En finalitzar aquesta Solemne Funció va haver-hi processó de la imatge de la Beata María Puríssima des de la Catedral fins a l'Església de Sant Joan de la Palma on les Germanes de la Creu van homenatjar a la Verge de l'Amargor exposada en Solemne Besamanos per a tal ocasió.
La Santa Seu confirma la canonització de Mare María de la Puríssima en 2015, en aprovar-se un segon miracle esdevingut a través de la seva intercessió. Aquesta canonització va tenir lloc el 18 d'octubre de 2015 a Roma.